# Dromothelphusa longipes
Dromothelphusa longipes is een krabbensoort uit de familie van de Potamidae. De wetenschappelijke naam van de soort is voor het eerst geldig gepubliceerd in 1869 door A. Milne-Edwards.